# Mesochorus luteolus
Mesochorus luteolus är en stekelart som beskrevs av Dasch 1974. Mesochorus luteolus ingår i släktet Mesochorus och familjen brokparasitsteklar. Inga underarter finns listade i Catalogue of Life.